# Kościół św. Wojciecha w Lublinie
Kościół św. Wojciecha w Lublinie – kościół szpitalny pw. św. Wojciecha jest obiektem rektoralnym. Murowany, późnorenesansowy kościół powstał w latach 1610–1635. Remontowany w roku 1756, następnie zaadaptowany na magazyn w roku 1835, został odrestaurowany w latach 1923–1930 (architekt – Jerzy Siennicki). Kolejne prace restauracyjne przeprowadzono w nim w latach 1970 i 1974.

## Historia
Kościół przy istniejącym szpitalu św. Łazarza został wybudowany w XVII wieku przez Stanisława Garwaskiego. Na skutek wielkich kosztów utrzymania (ze względu na zawilgocenie murów) chorych ze szpitala przeniesiono, a szpital i kościół sprzedano na publicznej licytacji. Później w części mieszkalnej ulokowali się Żydzi a kościół zamieniono na skład żelaza. Dopiero w roku 1920 zabudowania wraz z kościołem stały się własnością diecezji lubelskiej. Do 1937 przebywali tu bracia kresowi, mieszkały (do 1974) również SS. kanoniczki i w części pomieszczeń prowadziły internat dla dziewcząt ze swojego gimnazjum. W 1974 po gruntownym remoncie, urządzono w budynkach mieszkalnych Diecezjalny Dom Rekolekcyjny, a pracują w nim Córki św. Franciszka Serafickiego. Kilka pomieszczeń zajmuje Muzeum Diecezjalne, a w części gmachu mieści się przedszkole. Pierwotny kościół był drewniany. Obecna świątynia została zbudowana około 1630 roku. 

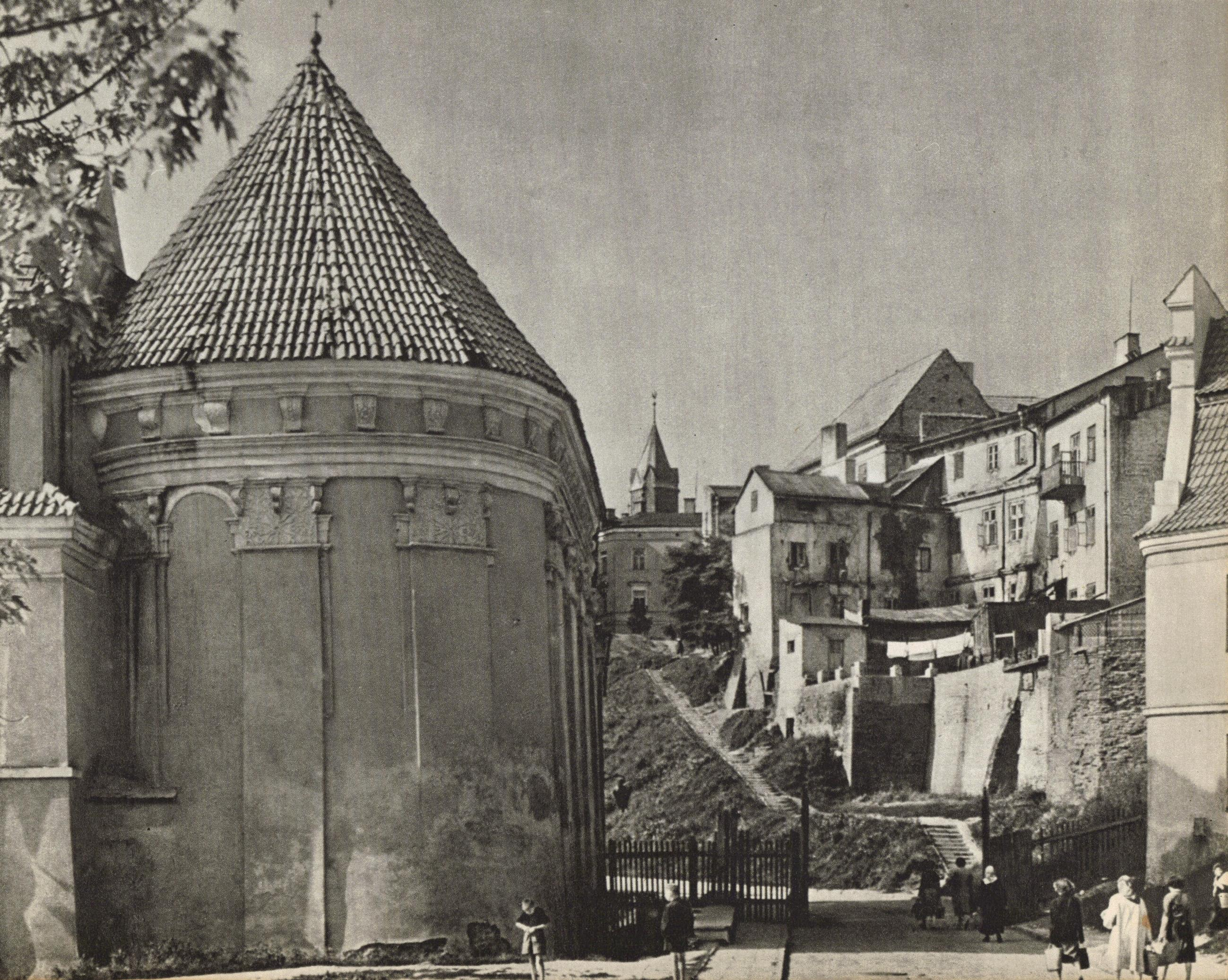
Kościół św. Wojciecha i lubelskie Podwale w roku 1964.

 Tworzy ona ze szpitalem zamknięty czworobok. Jest jednonawowa i zakończona półkolistą absydą. Sklepienia kolebkowe, budowla należy do grupy kościołów renesansu lubelskiego. Przy kościele jest zakrystia wkomponowana w budynek mieszkalny. Dawne wyposażenie świątyni uległo dewastacji w XIX wieku. Obecne 3 ołtarze pochodzą z kaplicy zamkowej św. Trójcy, przeniesione tu w 1954. Ołtarz główny z obrazem Wniebowzięcia NMP malarza S. Janowickiego, 1611. Jeden z ołtarzy bocznych mieści obraz św. Antoniego, drugi - ukrzyżowania Pana Jezusa. Do zabytków zaliczyć jeszcze należy obrazy św. Wojciecha i św. Trójcy na chórze kościelnym. Świątynia do 1962 roku była zamknięta dla wiernych, później po przeprowadzeniu remontu - ponownie otwarta. W latach 1976–1980 miała miejsce gruntowna renowacja. W 1981 poświęcenia nowego wnętrza dokonał ks. kan. S. Rojek. W latach 1989–1994 miał miejsce remont generalny całego kompleksu zabudowań.